# Antonio Baraya
Antonio Baraya y Ricaurte (San Juan Girón, 6 de noviembre de 1770-Bogotá, 20 de julio de 1816) fue un militar, político neogranadino, y prócer de la Independencia de Colombia.  
Destacado participante en las guerras de independencia y civil. Fue miembro de la Junta Suprema de Santafé y firmante del Acta de Independencia. Es reconocido como el primer comandante del Ejército Nacional de Colombia. 
Hijo de un oficial del ejército español. Ingresó al ejército real en 1783, llegando al rango de capitán en 1810. Reconocido patriota, era Capitán Comandante de una de las Compañías del Batallón Auxiliar de Santafé, la cual jugó un papel clave durante la Revuelta del 20 de julio de 1810 ya que ofreció que su tropa no obraría contra el pueblo. Baraya junto con el sargento mayor José María Moledo arrestaron al comandante del Batallón Auxiliar el coronel Juan de Sámano. Gracias a esto fue ascendido a coronel por la Junta Suprema de Santafé y elegido vocal de la misma Junta de Gobierno y miembro de la comisión de guerra de la misma. 
Baraya participó en la primera campaña militar de la guerra de la independencia cuando fue nombrado comandante de la expedición que partió para el Sur en apoyo de los patriotas de las Ciudades Confederadas del Valle. El 28 de marzo de 1811 derrotó en la Batalla del Bajo Palacé las tropas realistas del Gobernador y coronel Miguel Tacón, con la ayuda de las fuerzas patriotas del Valle del Cauca, logrando liberar a la ciudad de Popayán.
En reconocimiento fue nombrado Inspector General y ascendido a Brigadier. En 1812 fue enviado por el Gobierno Centralista de Cundinamarca, presidido por Antonio Nariño, contra las tropas federalistas de Tunja y en apoyo de los patriotas del Norte ante la temida invasión española por Venezuela. Cambió de opinión con sus oficiales y su tropa y se puso al servicio del bando federalista de las Provincias Unidas de la Nueva Granada. De ahí empezó la Guerra civil de 1812  entre los federalistas y centralistas. Baraya al mando del Ejército de la Unión (federalista) derrotó a Nariño en la Batalla de Ventaquemada pero luego fue derrotado en su intento de sitiar y rendir a Santafé el 9 de enero de 1813 en la Batalla de San Victorino. 
Luego de la derrota de San Victorino y la paz entre los federalistas y centralistas se retiró a la vida privada. Aunque se le intentó nombrarlo otra vez comandante del ejército su delicado estado de salud no le permitía asumir el cargo. Durante la Reconquista de la Nueva Granada por parte del ejército español al mando teniente general Pablo Morillo fue capturado por las tropas españolas.  El Consejo de Purificación establecido por Morillo y las autoridades españolas lo condenaron de traición y fue fusilado el 20 de julio de 1816.

## Biografía
Fue hijo de Francisco de Baraya y la Campa, gobernador y Justicia Mayor de Girón y Antioquia, que pasó al Nuevo Reino de Granada junto al Virrey José Solís Folch de Cardona y de María Rosalía de Ricaurte, nació en Santafé de Bogotá, el 6 de noviembre de 1770. Fue bautizado el 8 de noviembre de 1770 en la catedral de Santafé con el nombre Antonio Josef Francisco Baraya y Ricaurte. Por muchos años se había fijado que Baraya había nacido en el municipio de Girón ya que en el libro de bautizos de la parroquia de ese municipio aparece otro niño con el mismo nombre y con los mismos padres. La fe de bautismo que se encuentra en los libros de Girón, corresponde seguramente a un hermano mayor del General Baraya que murió niño. Los padres siguiendo una costumbre muy común de esa época, quisieron reemplazar á su primogénito, y al nacer un nuevo hijo, le pusieron el mismo nombre. 
La vida militar le atrajo desde muy pronto. Se enroló en el ejército del rey en 1783, empezando su carrera militar como Abanderado de las milicias, el 4 de octubre de 1783, se pasó al Regimiento de Milicias Disciplinadas de Caballería de Santafé en el que sirvió cosa de once meses. Pasó luego de la milicia a una unidad de cuerpo fijo: el recién creado Batallón de Infantería Auxiliar de Santafé ascendió a cadete en 1784, a Subteniente en 1787. En 1792 alcanzó el grado de Segundo Teniente y después a Teniente de Granaderos en 1800. En 1802 alcanzó el grado de teniente primero, grado que todavía ocupaba en 1809 cuando aparece como teniente primero en el Batallón de Infantería Auxiliar de Santafé siendo su comandante el teniente coronel Juan de Sámano, con quien no tenía buenas relaciones.

## Independencia
Para el año 1810 Baraya ya era capitán con el mando de una de las compañías del Batallón Auxiliar, tras producirse La Revuelta del 20 de Julio ese mismo día, Baraya y su compañía fue destacada para custodiar las casas capitulares debido al tumulto popular. Baraya junto al segundo del Batallón Auxiliar el sargento mayor José María Moledo jugaron un papel clave durante las primeras horas de la revuelta. Los dos oficiales manifestaron su apoyo a la causa patriota y ofrecieron que sus hombres no obrarían contra el pueblo. Gracias a esto fue elegido para formar parte del Cabildo Extraordinario de Santafé convocado en la tarde de ese día, donde firmó el Acta de Independencia  junto con varios otros patriotas a las 6:30 de la tarde de ese mismo día. La rebelión de estos dos oficiales causó que el comandante del Batallón Auxiliar, el coronel Juan de Sámano tuviera que pasar toda la noche encerrado en el cuartel con el Batallón sobre las armas. A las cinco de la mañana del 21 de julio finalmente prestó su juramento de fidelidad a la Suprema Junta, y quedaron las armas en manos del nuevo gobierno.
El próximo día el 21 de julio de 1810 el cabildo pasó a formar la Junta Suprema de Santafé. Baraya fue ascendido al rango de teniente coronel en reconocimiento de sus servicios a la revolución.
Con el batallón Auxiliar y las demás unidades militares en la ciudad ahora bajo el control del nuevo gobierno, la Junta Suprema de Santafé decidió crear nuevos cuerpos para defender la revolución ante la posibilidad de un ataque por parte de los realistas como había ocurrido a los patriotas de Quito. El 23 de julio la Junta proclamó la creación del Batallón de Infantería de Voluntarios de la Guardia Nacional con el teniente coronel Antonio Baraya como su comandante.
Baraya también hizo parte de la primera organización militar en el país cuando la Junta Suprema creó la comisión de guerra. 

#### Campaña del Bajo Palacé
A finales de 1810 la junta de la Ciudades Confederadas del Valle del Cauca en la ciudad de Cali en el norte de la provincia de Popayán pidieron auxilios a la Junta de Santafé ya que estaban bajo la amenaza de las fuerzas realistas del coronel Miguel Tacón y Rosique quien era gobernador de Popayán. La junta de Santafé acudió al llamado de sus compatriotas en el sur y ordenó el despliegue de una expedición militar para su auxilio. El coronel Baraya fue puesto al mando de estas tropas, y el 15 de noviembre de 1810 partieron de la ciudad 150 tropas de infantería y 16 artilleros, todos con sus correspondientes pertrechos. Baraya decidió tomar el Camino del Quindio para llegar al sur, el 24 de noviembre llegó el ejército a Ibagué donde descansaron por un breve rato para luego reiniciar la marcha el 5 de diciembre donde llegaron a Cartago el 13 de diciembre para continuar el 20 y llegar a Cali el 26 de diciembre. Durante la marcha recibieron apoyos logísticos y alimentarios por parte de los patriotas en las diversas poblaciones por donde marcharon.
Desde su llegada a Cali, Baraya tuvo que lidiar con la complicada situación política que se presentaba en ese entonces que dificultó el comienzo de las operaciones contra los realistas. Baraya procedió  a buscar acuerdos con los españoles antes de reiniciar la marcha y dedica el tiempo al entrenamiento de las tropas ya que había incorporado varias tropas de la región, al mando de Ignacio Torres, quien era natural de Popayán y familiar de Camilo Torres. Aumentó en número y calidad las tropas de caballería, dado que el terreno favorecía su empleo, siendo apoyados por finqueros de la región de Caloto, Cali y Buga, para integrarlas con las que venían de Santafé, antes de entrar en campaña. 
El plan inicial de Baraya fue lograr el avenimiento con los españoles y negarle al enemigo que recibiera apoyos logísticos y administrativos del norte de Popayán, provenientes del Valle del Cauca. Motivo por el cual envió tropas a San Miguel y Quilichao para impedirlo. Sin embargo las rutas de acceso y los caminos de atajo eran mucho más utilizados que la ruta principal y no se preveía cerrar los accesos del oriente y del sur principalmente, convirtiéndose en ineficaz la medida, motivo por el cual no surtía el efecto esperado. 
Entonces decidió cambiar su plan y optó por atacar a Popayán, partió de Cali el 24 de marzo de 1811 donde se dirigió a un sitio llamado Corrales donde concentró su ejército de 1.100 hombres compuesto de 450 soldados de infantería, 350 de caballería y 300 lanceros a pie. El día 25 de marzo destacó una avanzada de 200 hombres al mando del capitán Ignacio Torres para alcanzar a Piendamó. 
La fuerza patriota pudo entonces tomar las alturas de la margen izquierda desde donde observó el repliegue del enemigo. La avanzada patriota procedió al reconocimiento de la posición y de los lugares aledaños como medida de seguridad para poder permanecer en ella durante los días 25 y 26. Trató de tomar contacto con las tropas procedentes de La Plata, y el grupo al que se integrarán los refuerzos de Neiva. Mientras ocurrían estos hechos, el grueso del ejército marchaba en la misma dirección precedido por una vanguardia al mando del teniente Atanasio Girardot, compuesta por 75 infantes, 35 jinetes y 80 lanceros a pie (190 Hombres). Baraya continuó su marcha sobre la ciudad y convencido de que su enemigo no saldría de sus atrincheramientos en las afueras de la misma, Baraya destacó una vanguardia, compuesta de 100 infantes y la artillería, hasta las alturas inmediatas al río Cofre. El día 27 se ordenó alcanzar las alturas del río; la vanguardia, al no encontrar resistencia sobre las márgenes del río Cofre, continuó su progresión para llegar al anochecer a las alturas de la margen derecha del río Palacé: 
La Batalla del Bajo Palacé se libró el 28 de marzo de 1811, cuando a las siete de la mañana la vanguardia patriota al mando del teniente Atanasio Girardot, en forma sorprendente había sobrepasado hacia el sur el punto de reunión determinado por Baraya, en el norte del río Cofre al no encontrar resistencia enemiga por su propia iniciativa. Girardot, sirviéndose de las excelentes condiciones de transitabilidad del río, atravesó  su cauce y decidió continuar hacia el sur, hasta el norte del río Palacé, en donde aprovechando las condiciones del terreno, tomó posiciones y procedió a informar a su comandante, Capitán Torres en Piendamó. El capitán, al ver el riesgo que corría su vanguardia en el alargamiento de las líneas de comunicación –a dos horas de distancia del grueso de las tropas, forzó su marcha y apresuró el apoyo en forma escalonada a la medida de sus medios y condiciones. Los Realistas habían continuado el mismo día hasta las alturas de la margen  sur del río Palacé para proteger y asegurar el puente, punto de paso obligado hacia la margen norte; al identificar plenamente la fuerza patriota  de Girardot y desarrollar la situación enemiga, Tacón decidió atacarla y con tal propósito empleó la artillería con dos culebrinas e inició sus fuegos a las doce y treinta horas, protegiendo el avance de la infantería realista.La batalla tiene como escenario principal pequeñas ondulaciones a lado y lado del puente sobre el Río Palacé y el camino que de Cali conduce a Popayán. El Combate se inicia a las 12:45 horas de acuerdo a la narración hecha por el mismo Teniente Atanasio Girardot.  
Dado que la infantería realista, bajo sus fuegos de apoyo, atravesó el puente y desalojó a los patriotas de la casa en donde se habían atrincherado, Baraya dispuso entonces que el alférez José María Cancino emplazara los cuatro pedreros con que contaba, trabándose en duelo con la artillería realista. La infantería enemiga capturó un pedrero pero a pesar de este contratiempo la línea patriota se mantuvo incólume. Las unidades del grueso patriota llegaron sucesivamente y reforzaron la línea independiente. El combate se encontraba, desde este momento, equilibrado y solamente la inutilización de una pieza por ruptura de la recámara debilitó los fuegos patriotas A las cinco de la tarde se hizo presente en el campo la caballería republicana comandada por los capitanes Miguel Cabal e Ignacio Torres y se lanzó impetuosa sobre las líneas enemigas, desbaratándolas y haciéndolas repasar el puente, el cual cruzaron los jinetes para iniciar su acción demoledora contra la artillería realista, que cayó en su poder. “Con tan poderoso impulso la infantería granadina enardecida y en carga a la bayoneta deshizo las formaciones del rey, que en desorden y protegidas por algunas unidades que continuaron sus fuegos hasta el anochecer, se retiraron hacia el sur.
Con esto Baraya habría logrado la primera victoria de los independentistas frente a los realistas en la primera acción de la guerra de independencia. Por ser la primera batalla fue trascendental la victoria de las tropas confederadas que impregnó de entusiasmo a los patriotas. El fragor del combate fue tan violento y decidido que los realistas fueron derrotados, obligados a abandonar sus posiciones y a replegarse del área de combate, abandonando material que fue incautado y el personal que cayó como prisionero. Las tropas realistas intimidadas huyen hacia Pasto. Facilitó la ocupación de Popayán ejecutada por parte de los patriotas el 1 de abril de 1811. 
En honor de la victoria el cabildo de Popayán dispuso la acuñación de una medalla conmemorativa y envió a Santafé sus manifestaciones de reconocimiento. La junta de Santafé también le concedió a los oficiales el uso de un Escudo en el brazo izquierdo con la inscripción “Vencedores de Palacé”, y ascendió al rango de brigadier al coronel Baraya, a teniente coronel a José de Ayala y Vergara, a capitán al teniente Atanasio Girardot y a teniente al alférez José María Cansino”. La acción permitió la organización del gobierno independentista en Popayán y se nombró a Manuel Santiago Vallecilla como gobernador. De igual manera se traslada a Popayán la Junta de las Ciudades Confederadas, el 21 de junio de 1811. Facilitó la organización del ejército naciente y se continuó la campaña hacia el sur con seguridad y espíritu combativo.
El presidente Antonio Nariño le encomendó el sometimiento de los federalistas del Congreso de las Provincias Unidas, donde cambió de bando, uniéndose a la causa federalista junto con Francisco de Paula Santander.  En 1812 tomó como base de operaciones a Tunja, propinó a Nariño las derrotas en Charalá y Paloblanco, y su ejército, dirigido por el brigadier Joaquín Ricaurte venció a los centralistas en la Batalla de Ventaquemada el 2 de diciembre de ese año. Sin embargo, fue derrotado el 9 de enero de 1813 en la Batalla de San Victorino por Antonio Nariño en Santa Fe (Bogotá), desviando a parte de las tropas invasoras hacia Monserrate. Después de su nombramiento como comandante general de las Provincias Unidas de Tunja, hubo la etapa de la Reconquista por parte de las tropas españolas y en dicha situación, Antonio Baraya emprendió la huida al sur del país ante la persecución de las tropas realistas, finalmente fue apresado por los hombres de Pablo Morillo, y posteriormente fusilado en la plaza Mayor de Santa Fe.